# Pachydactylus vansoni
Espèce
Synonymes
- Pachydactylus capensis vansoni FitzSimons, 1933

Statut de conservation UICN

 LC  : Préoccupation mineure
Pachydactylus vansoni est une espèce de geckos de la famille des Gekkonidae.

## Répartition
Cette espèce vit surtout en Afrique du Sud, mais on peut l'observer aussi au Mozambique.

## Étymologie
Cette espèce est nommée en l'honneur de Georges Van Son (1898–1967).

## Publication originale
- FitzSimons, 1933 : Description of five new lizards from the Transvaal and Southern Rhodesia. Annals of the Transvaal Museum, vol. 15, n. 2, p. 273-280 (texte intégral).